# Nagy Tamás (labdarúgó, 1963)
Nagy Tamás (Veszprém, 1963. október 27. –) magyar labdarúgó, edző.

## Élete és pályafutása
Keszthelyen érettségizett a vendéglátóipari szakközépiskolában. Előbb Pécsett (PTE) főiskolai végzettséget szerzett személyügyi szervező szakon, ezt követően elvégezte az MLSZ UEFA Edzőképzés akkreditált képzéseit, így a legmagasabb katogóriába sorolt “PRO” Licence-t (1998-2006) között. Képesítést szerzett a Testnevelési Egyetem (TF), angol nyelvű labdarúgó-szaknyelvi tanfolyamán, majd a sportedzői tanfolyamot is itt végezte el. Sport&Life Coach diploma (2019). DISC-Modell (viselkedés típusok) tanfolyam (2020). MLSZ Felnőttképzési Intézet, Akadémia Igazgatói diploma (2021-22).
Jelenleg Sport&Life Coach (2023-).

### Játékosként
Labdarúgóként összesen 239 alkalommal játszott az első osztályban.
Külföldön játszott profiként Spartak Subotica (Jugoszláv első osztály) és FC Winterthur (Svájc 2. osztály). Amatőrként több alsóbb osztályú osztrák csapatban is játszott a karrierje (1997) végéig.

### Edzőként
2010-ben a Ferencvárosi TC csapatához került, ahol Prukner László irányítása alatt másodedzőként kezdett dolgozni. Miután Prukner 2011 augusztusában lemondott pozíciójáról, Nagyot nevezték ki a csapat megbízott vezetőedzőjének; ezen megbízatása két mérkőzés erejéig szólt. Détári Lajos vezetőedzői kinevezése után egy éven át folytatta másodedzői tevékenységét a csapatnál, ahonnan 2012 augusztusában távozott.
2017 nyarán a megyei első osztályú Hatvan vezetőedzője lett. 2018 júniusában a másodosztályú Zalaegerszegi TE vezetőedzője lett. Szeptember 3-án annak ellenére menesztették, hogy 7. fordulót követően a 3. helyen állt csapatával a bajnokságban.
2022 nyaráig a a Kaposvári Rákóczi vezetőedzője volt.

## Magánélete
Lánya Nagy Lilla (1989) 6X magyar bajnok és 2X MK győztes labdarúgó, jelenleg a Diósgyőri VTK játékosa. Dunakeszin él feleségével..